# Lida
Lida (en bielorruso: Лі́да; en ruso: Ли́да; en yidis: לידא‎) es una ciudad subdistrital de Bielorrusia, capital del distrito homónimo en la provincia de Grodno del oeste del país. Se ubica a 160 km al oeste de la capital, Minsk.
En 2017, la localidad tenía una población de 101 165 habitantes. Es la segunda ciudad más poblada de la provincia, después de la capital provincial Grodno.
La ciudad cuenta con monumentos históricos notables. El más importante, el Castillo de Lida, fue construido por la Orden del Gran Duque de Lituania Gediminas para la protección contra las agresiones de los Caballeros Teutónicos. Los cimientos de piedra del castillo se establecieron en 1323. Lida fue un importante asentamiento judío y durante la Segunda Guerra Mundial las tropas alemanas masacraron a más de veinte mil judíos.

## Historia
Se cree que la ciudad comenzó a emerger en 1180. Desde el siglo XIII mediados de 1795 Perteneció al Gran Ducado de Lituania. 1323-1328 El Gran Duque de Lituania Gediminas construyó un castillo de piedra. Es y los alrededores de Lidaen 1392. y 1394 fue atacado por cruzados y mongoles-tártaros, la última vez en 1506; - Tártaros de Crimea.
Siglos xv y XVI: Lida fue un importante centro de artesanía y comercio. A partir de 1413 Perteneció a la provincia de Vilnius, desde 1568. Centro del condado de Lida. 1590 Derechos de Magdeburgo concedidos. 1672 construido en carmelita, 1757 - Monasterio de Pijor. 1756-1834 Había una escuela de piano en Lida.
Siglo XVII En la segunda mitad del año, comenzó la recesión económica de Lida. En 1700–1721 La guerra del norte, Lida 1702, 1706, 1708. Fue ocupada por el ejército sueco. La ciudad se recuperó económicamente solo en el siglo XVIII. en el medio 1795 Lida fue ocupada por el Imperio ruso desde 1795. Limo, desde 1797 Lituania, desde 1801 Grodno Governorate County Center. 1826 y 1843 El derretimiento golpeó el fuego. Desde 1842 - Ciudad de Vilnius County.
1862 El ferrocarril a Vilnius fue construido en 1884. Línea ferroviaria Vilnius-Luninec, 1907. Maladečina-Mastai. 1872 Telégrafo establecido. 1891 El fuego destruyó el centro de Lida. 1897 Se fundaron Lyda's Nobility School y Lida County Dual School. 1899 El hospital fue fundado en el siglo XIX. finales del siglo XX Fundiciones de fundición, aserraderos al principio; El negocio de los llamados Lida's Copper floreció. 1901 Se establecieron gimnasios de chicos y chicas de lida. 1915-1918 A finales del siglo XIX, Lida fue ocupada por el ejército alemán.
1918-1919 Lida perteneció a Lituania, y esta ciudad fue construida en 1920. 12 de julio La Rusia soviética también reconoció el tratado de paz. 1921-1939 La ciudad fue gobernada por Polonia. 1928 En Lida, los polacos intentaron formar la legión de J. Plečkaitis para derrocar al gobierno de la República de Lituania; 76 lituanos lo firmaron. Cuando comenzó la Segunda Guerra Mundial en 1939. Septiembre La ciudad fue ocupada por el Ejército Rojo y fue asignada a Bielorrusia. Pero después de la Operación Barbarroja entre junio de 1941 y julio de 1944, la ciudad fue ocupada por el ejército alemán.
Al ingresar a la ciudad, los invasores alemanes destruyeron la plaza del mercado, la plaza de la escuela, una sinagoga y calles enteras, sobre residencias y negocios - tiendas, restaurantes, hoteles, ya en los primeros meses después de la ocupación de la ciudad, las autoridades de ocupación alemanas organizó el establecimiento de un gueto para judíos: el gueto de Lida. Durante la ocupación, 25 149 personas fueron asesinadas por el ejército alemán. El 18 de septiembre de 1943, los últimos judíos del gueto de Lida fueron deportados al campo de Majdanek para su exterminio. Sólo unos doscientos judíos sobrevivieron al Holocausto. 5 4 Después de la Segunda Guerra Mundial, la ciudad se desarrolló en 1955, 1963 y 1974. Adoptamos planes generales.

## Relaciones internacionales
La ciudad de Lida mantiene un hermanamiento con:
- Koszalin, Pomerania Occidental, Polonia
- Ełk, Varmia y Masuria, Polonia